# Constance Fox Talbot
Pour les articles homonymes, voir Fox et  Talbot.
Constance Talbot, née Mundy le 30 janvier 1811 et morte le 9 septembre 1880, est l'une des principales actrices du développement de la photographie dans les années 1830 et 1840.

## Biographie
Née en 1811 à Markeaton (en), dans le Derbyshire, elle se marie en décembre 1832 avec un scientifique, William Henry Fox Talbot,. Dans le milieu des années 1830, ce scientifique, un peu déçu de ses essais de réalisation de peinture de paysage, s'intéresse à un procédé chimique pour garder trace des panoramas naturels, et met au point un dispositif. Il devient ainsi l'inventeur du calotype.
Son épouse expérimente elle-même le procédé mis au point par son mari, dès 1839 et est notamment créditée en tant que première femme à prendre une photographie, une image d'un court verset du poète Irlandais Thomas Moore.
Elle meurt en septembre 1880,.